# برانگیز شگرف
برانگیز شگرف (نام علمی: Provocator mirabilis) نام یک گونه از سرده برانگیزها است.